# Venngarn
Venngarn är en tätort (före 2018 småort) i Sigtuna kommun i Stockholms län, belägen rakt norr om Sigtuna i Sankt Olofs socken. Orten består av byggnader runt Venngarns slott.

## Namnet
Namnet skrevs år 1282 Winagarnum. Namnet har tolkats innehålla vin, 'fågellek, lekplats för fågel', och garn, 'tarm' - smal vik, sannolikt syftande på Garnsviken.  Sedan övergången från fraktur till antikva skrivs namnet med V.

## Befolkningsutveckling
| Befolkningsutvecklingen i Venngarn 1990–2020 | Befolkningsutvecklingen i Venngarn 1990–2020 | Befolkningsutvecklingen i Venngarn 1990–2020 | Befolkningsutvecklingen i Venngarn 1990–2020 | Befolkningsutvecklingen i Venngarn 1990–2020 |
| -------------------------------------------- | -------------------------------------------- | -------------------------------------------- | -------------------------------------------- | -------------------------------------------- |
|                                              |                                              |                                              |                                              |                                              |
| År                                           |                                              |                                              | Folkmängd                                    | Areal (ha)                                   |
| 1990                                         | 1990                                         |                                              | 121                                          | 6#                                           |
| 1995                                         | 1995                                         |                                              | 87                                           | 22#                                          |
| 2000                                         | 2000                                         |                                              | 132                                          | 22#                                          |
| 2005                                         | 2005                                         |                                              | 103                                          | 24#                                          |
| 2010                                         | 2010                                         |                                              | 123                                          | 24#                                          |
| 2015                                         | 2015                                         |                                              | 175                                          | 28#                                          |
| 2020                                         | 2020                                         |                                              | 415                                          | 29                                           |
| Anm.: # Som småort.                          |                                              |                                              |                                              |                                              |